# ベルゲン・ベルゼン強制収容所

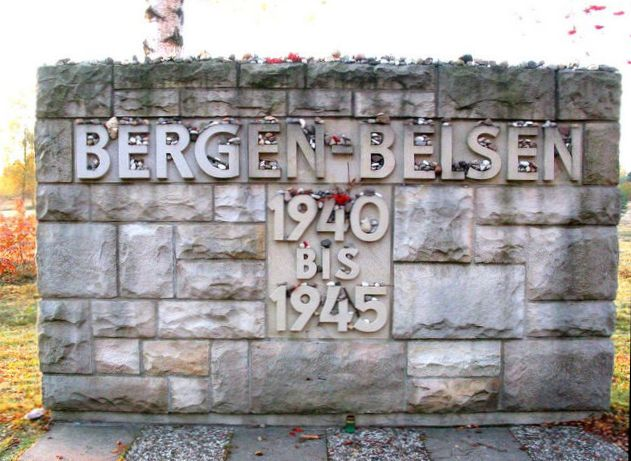
現在のベルゲン・ベルゼン強制収容所の入口

ベルゲン・ベルゼン強制収容所（ベルゲン・ベルゼンきょうせいしゅうようじょ、独: Konzentrationslager Bergen-Belsen）は、ドイツ・プロイセン州・ハノーファー県 (de)（現在のニーダーザクセン州）・ベルゲン (de) のベルゼン (de) に存在したナチス・ドイツの強制収容所。ツェレから北16キロ、ハノーファーから北東65キロの場所に存在した。『アンネの日記』を書いたユダヤ人少女アンネ・フランクが命を落とした収容所として知られる。公式には「滞留収容所 (Aufenthaltslager)」と名づけられていた。

## 歴史

### 創設
第一次世界大戦時、ベルゲンにはドイツ軍の戦争捕虜収容所が置かれていた。第二次世界大戦中の1941年にドイツ軍は再びここに戦争捕虜収容所を建設した。ここにはソ連兵捕虜が収容された。慰霊碑によると5万人ものソ連兵がここで拷問されて死亡したのだという。
親衛隊経済管理本部長官オズヴァルト・ポールの要請で1943年4月以降この収容所はSSが監督することとなり、強制収容所に改築された。その改築工事は1943年3月から7月にかけて行われた。

### 「交換ユダヤ人」
SSは当初ここを「交換ユダヤ人」を集める収容所として想定していた。「交換ユダヤ人」とは外国で拘束されているドイツ人と交換するためのユダヤ人であり、イギリスやアメリカや中立国の国籍を有しているとか、あるいは何らかの理由でそうした取引に使えそうなユダヤ人のことである。
1943年7月に2500人ほどの「交換ユダヤ人」を乗せた最初の輸送列車が到着した。このユダヤ人たちはワルシャワ・クラクフ・レンベルクで拘束されたユダヤ人のうち南米諸国のパスポートを所有している者たちであった。しかし彼らは350人ほどを除いてほとんどがアウシュヴィッツ＝ビルケナウ強制収容所へ送られ、そこで殺害されている。ついで8月半ばにギリシャのテッサロニキから440人ほどのスペイン国籍ユダヤ人が移送されてきた。彼らのうち367人は1944年2月にスペインに引き渡されている。その後もスペイン、ギリシャ、ポルトガル、オランダのユダヤ人を乗せた輸送列車が続々と到着した。「交換ユダヤ人」の数は1944年7月31日には4100人に達した。
しかし「交換ユダヤ人」がナチスにとって役に立つことはあまりなかった。連合国との間に「交換ユダヤ人」を使った取引が成立したのは、パレスチナで拘束されているドイツ人を220人のユダヤ人と引き換えにした時、アメリカで拘束されているドイツ人を800人のユダヤ人と引き換えにした時、またスイス政府に対して1700人のユダヤ人を一人1000ドルで売ったときなどに限られている。

### 「休養収容所（Erholungslager）」
1944年3月27日以降、他の強制収容所の収容者のうち病人や高齢の者が「休養」としてここに送られてくるようになった。そのためベルゲン・ベルゼンは「休養収容所」と呼ばれるようになるが、だからといって特別な医療施設が設けられていたわけではなく、その実態は他の強制収容所とほとんど変わらなかった。医薬品もそれほど多くなく、また収容所内の衛生状態が劣悪であったため、伝染病が流行した。1944年夏には200人ほどの病人に対してフェノール注射を打って殺害している。

### 収容者の大量増加と大量死

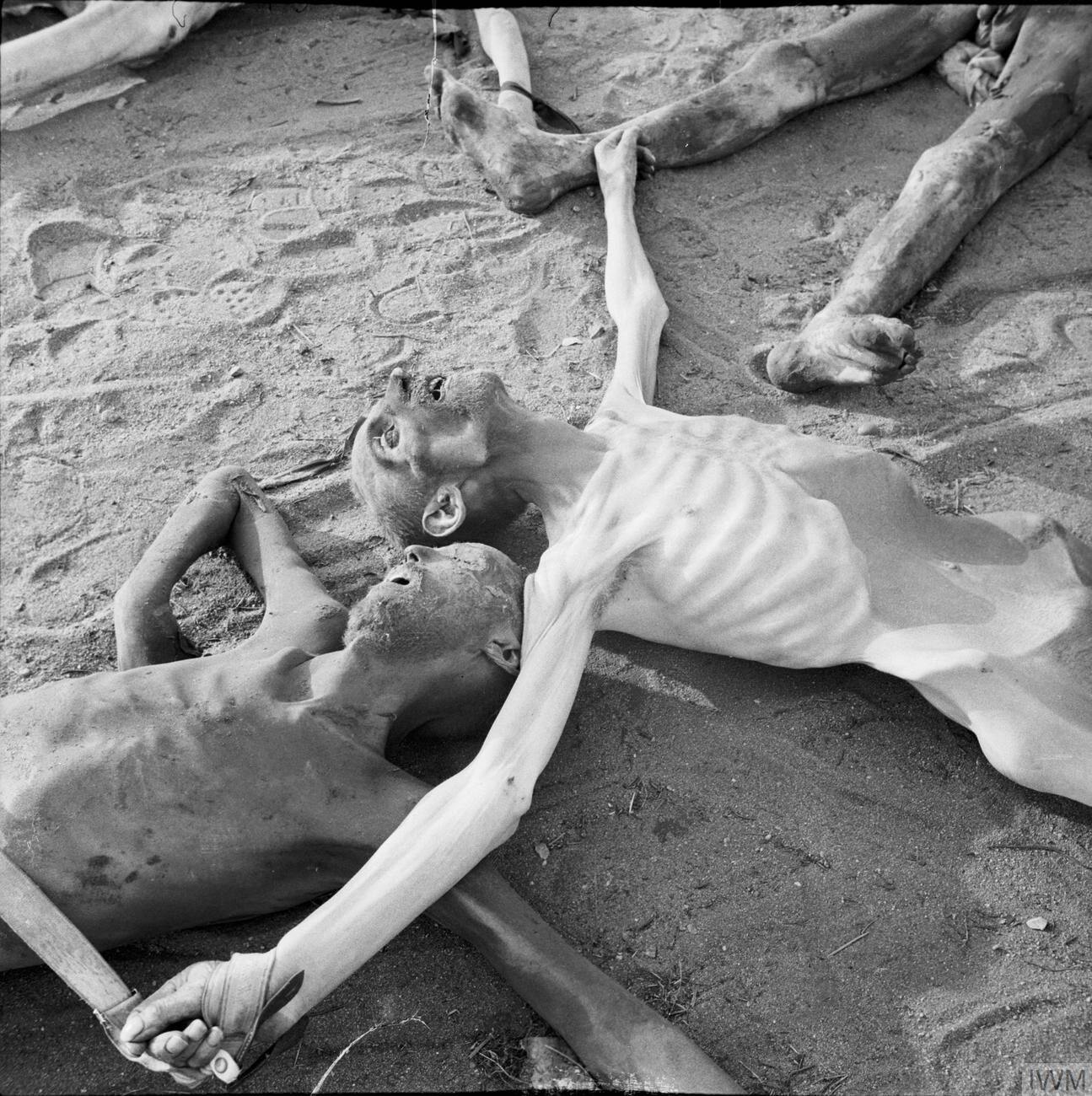
解放後にイギリス軍が撮影した餓死した収容者の写真。

ベルゲン・ベルゼンは「休養収容所」などと呼ばれていながら、おびただしい数の死者を出した。死因として最も多かったのは与えられる食料の少なさによる衰弱死であった。また病死も非常に多かった。所内の衛生状態は最悪であり、トイレや水道も収容者数に比べて著しく少なかったため、1944年3月から10月ぐらいにかけて収容所では結核が流行していた。ついで10月から1945年2月ぐらいにかけて赤痢が流行した。その後収容所が解放されるまでの間チフスが流行していた。最終的にはチフスに罹患していない収容者の方が少数派となっていたという。他にも腸チフス、急性肺疾患、疥癬、丹毒、ジフテリア、ポリオ、脳炎、外科疾患、静脈炎などが流行していた。
拘留者が急増したこともその原因である。1944年7月末時点では所内の収容者数は7千3百人程度だったが、1944年12月2日の時点で収容者数が1万5227人になり、1945年3月には5万人にも達している。これは戦争末期の他の強制収容所の撤収にともなう大量移送が原因であった。しかし本来ベルゲン＝ベルゼンにこんな大量の収容者を置いておける余裕は無かった。1945年4月15日にイギリス軍が収容所を解放した際の収容者数は6万人を超えていたという。
限界を超えた人数が収容されたために管理がほとんど行われず、1944年以降は戦争末期のために食糧も水も収容者に行きわたらない状況が全く改善されないため、収容の実態は収容者を飢餓状態に置いて餓死や病死を誘う事しかしていない。
1945年4月1日には死体焼却炉が止められた。毎日量産される死体に対してその処理能力をとうに超えていたからである。代わりに穴が次々と掘られ、まだ健康な収容者たちが収容所内に転がる死体を集めてその穴まで運んでいった。

### アンネ・フランク最期の地
1944年11月にアウシュヴィッツ＝ビルケナウ強制収容所から「回復可能な病人」として3000人の女性収容者が移送されてきた。その中にアンネ・フランクとその３歳年上の姉マルゴット・フランク（マルゴー）がいた。彼女たちは数ヶ月間をこの収容所で過ごしたが、1945年2月末から3月下旬頃にまずマルゴット、その翌日にアンネもチフスによって死亡した。
敷地内にはアンネとマルゴットの墓碑が建てられている。ただし両者共にこの収容所で死亡したことはわかっているものの膨大な遺体、遺骨の中で特定することは難しかったため、墓碑の下に遺体が埋葬されてはいない。

### 解放

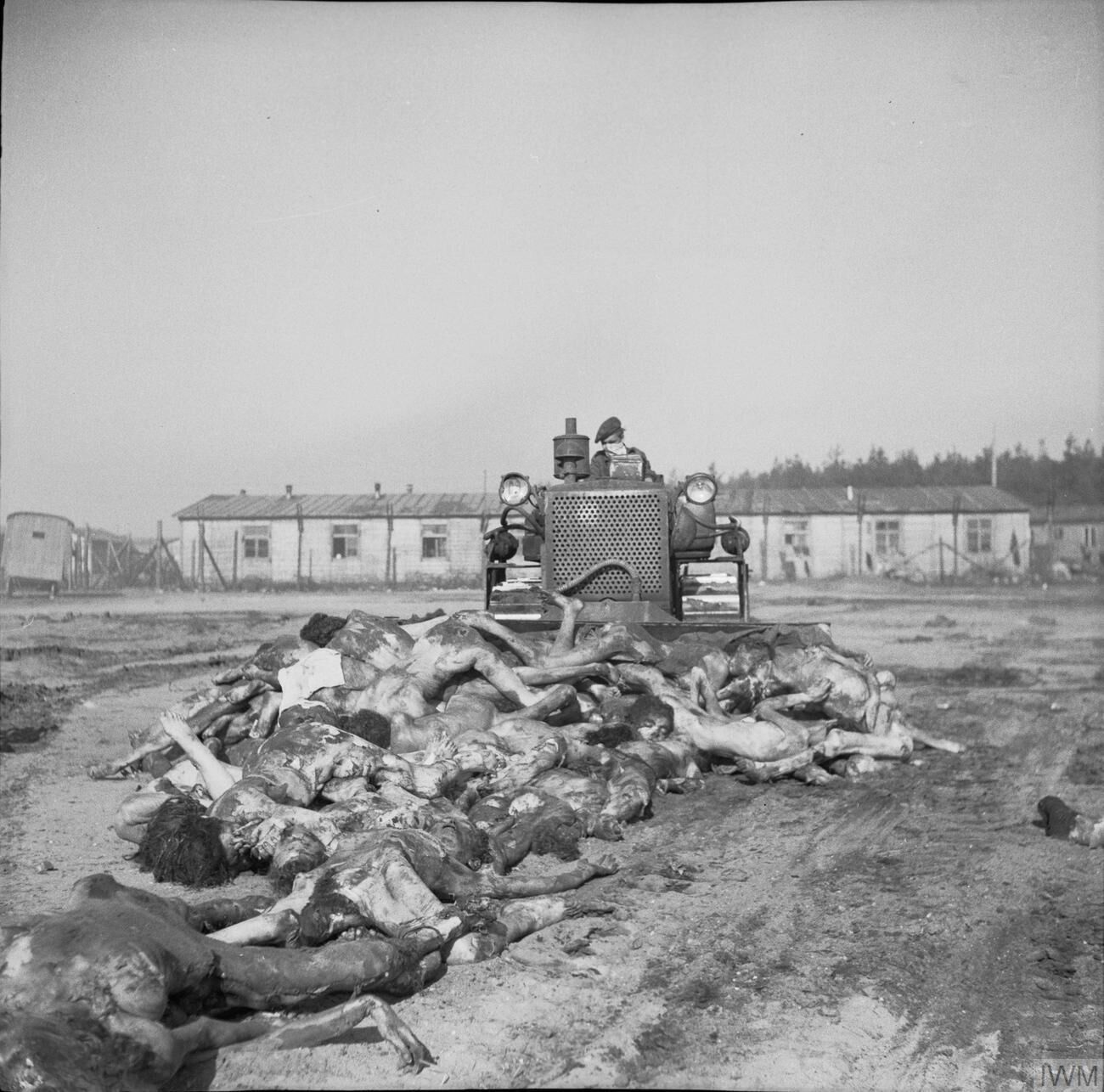
ブルドーザーで死体を片付ける英軍兵士

1945年4月5日には収容所のSS隊員たちが収容者に関する書類などを焼却して証拠隠滅を行った。4月12日にSSはドイツ国防軍の指揮下にあるハンガリー人部隊にベルゲン＝ベルゼンの警備をゆだね、SS隊員たちは収容所から撤退していった。国防軍将校が接近してきたイギリス軍と交渉にあたり、その合意に基づいて収容所は非武装化された。そして4月15日に英軍が戦闘を交えることなくベルゲン＝ベルゼン強制収容所を解放した。
英軍将校ピーター・クームズは収容所の状況を見て「誰もがこの場所に来て、彼らの顔を、歩き方を、弱りきった動きを見るべきだと思う。一日に300人ものユダヤ人が死んでいくが、彼らを救う手立ては何もない。もう手遅れだったのだ。小屋の側にはたくさんの死体が転がっている。収容者たちはせめて太陽の下で死のうと小屋から最後の力を振り絞って出てくる。私は最後の弱々しい「旅」をする彼らの姿を見ていることしかできなかった。」と書き送った。
大多数の収容者はチフスを罹患していたため、解放後も隔離のため収容者たちは5月1日まで収容所に留め置かれた。英軍は至急ベルゲンに看護組織を設置したものの、チフスの猛威は収まらず、英軍が収容所を解放した4月15日から6月20日の間にも1万5000人もの収容者が死亡している。5月1日から撤去が始まり、生存者たちは3キロ先の戦車部隊学校へ移された。
5月20日に英軍は伝染病拡散を防ぐため、火炎放射器で収容所の建物を全て焼き払った。穴に埋められた収容者たちの遺体もブルドーザーで掘り返された。

### 戦後
1945年9月にリューネブルクでベルゲン＝ベルゼン強制収容所の運営に関与した者48名の裁判（通称ベルゼン裁判）が行われ、所長ヨーゼフ・クラーマー親衛隊大尉以下11名が処刑された。
2007年10月28日、収容所跡地に収容者の遺品等を展示する記念館が開館した。

## 収容所の構造

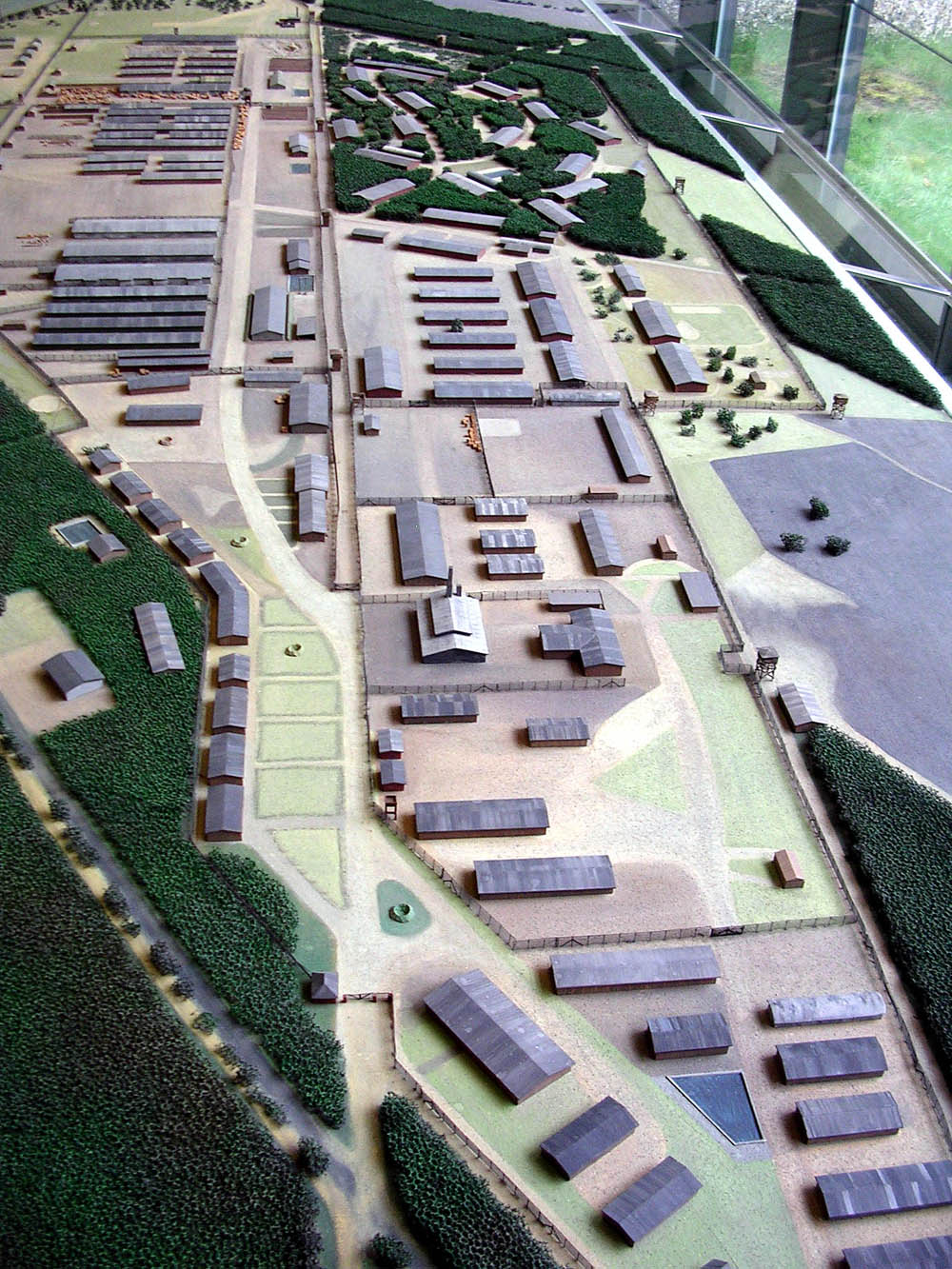
ベルゲン＝ベルゼン強制収容所の模型

収容所には複数の収容区があった。まず一般収容者用の収容区があった。その隣には二つのバラックからなる「中立収容区」があった。ここは中立国の国籍を持つユダヤ人専用の収容区だった。仕立作業用バラックのある区域を挟んで、その隣には1944年7月から設置されたハンガリー・ユダヤ人1683人用の「ハンガリー収容区」があった。ここのユダヤ人たちが一番優遇されており、彼らは労働を課されなかった。しかも1944年12月6日にはスイスに引き渡されている。その隣には「交換ユダヤ人」の収容区があった。ここはダビデの星にちなんで「星の収容区」と呼ばれた。「交換ユダヤ人」もはじめのうちは比較的優遇されていたのだが、労働ははじめから課されていた。また他の収容者と同様にしだいに食料を減らされ、「交換ユダヤ人」の死亡率は高くなっていった。更にその隣にはアウシュヴィッツ＝ビルケナウ強制収容所から移送されてきた者たちの収容区が存在していた。ここが一番大きな収容区だった。のちにこの収容区と「交換ユダヤ人」の収容区を厳重に隔離するために電流の流れた有刺鉄線が設置された。収容者数が急増した後には女性収容者の一時収容先としてテント収容区も設けられるようになった。
なおベルゲン＝ベルゼンにガス室はなかった。

## 死亡者数
SSが解放直前に関係書類などを焼却処分したことから、ベルゲン＝ベルゼンの正確な犠牲者数は現在でも不明である。
エーベルハルト・コルベ (de) は解放直前の数カ月だけで5万人に達すると見積もっている。
P.G.ファッシーナ (P.G.Fassina) は収容所開設から1944年12月31日までの間に12万469人が死亡、1945年分も含めると17万人以上が死亡したとしている。
一方、ドイツの歴史家、ヘルムート・ディワルド（独: Hellmut Diwald）は総数で約7千人が死亡した。と主張した。
現在では、最大でも収容者の人数は12万人であったので、それ以上の死者が出る事は有り得ない為、死亡者は約5万人と推定されている。
（公式サイトの説明文でも死亡者数は5万2千人としている。）
死亡者の大半は大戦末期の食料、衛生事情が悪化した時に続出したものであった。

## 関連人物

### 所長

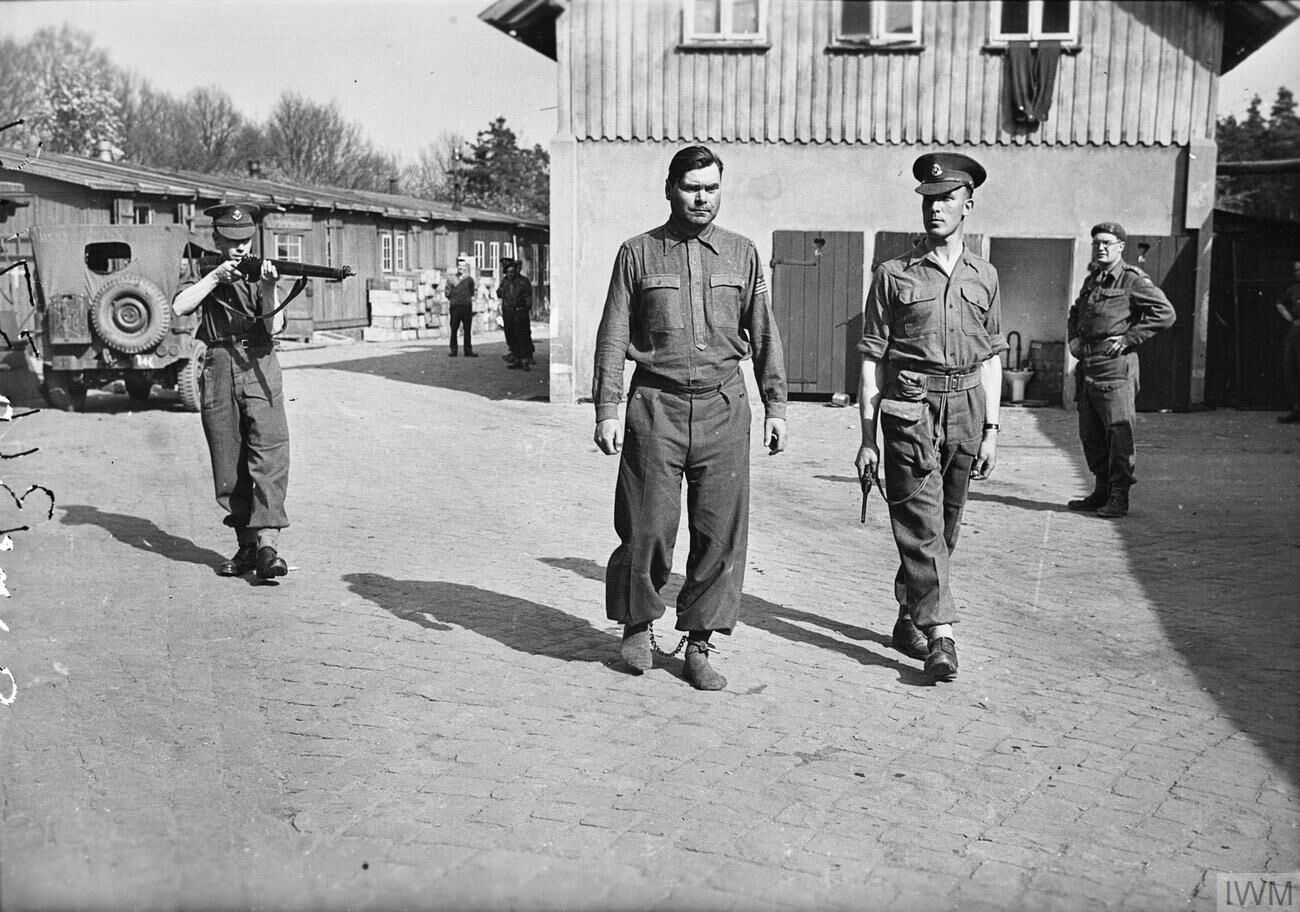
英軍に逮捕される所長クラーマー

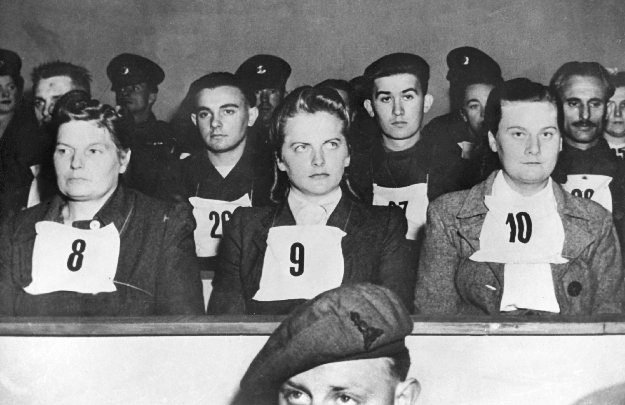
看守らの裁判
前列中央・9番のワッペンをつけているのがイルマ・グレーゼ

- アドルフ・ハース (de) 親衛隊大尉（1943年4月-1944年12月2日）
- ヨーゼフ・クラーマー親衛隊大尉（1944年12月2日-1945年4月15日）

### 看守
- イルマ・グレーゼ
- フランツ・ヘスラー - 副所長
- アンスカー・ピヒン - 収容所付料理長
- ヘルタ・ボーテ

### 医師
- フリッツ・クライン親衛隊大尉

### 収容者
- アンネ・フランク
- マルゴット・フランク
- ハンネリ・ホースラル
- エレーヌ・ベール
- アンドリュー・ラズロ
- アンネリーゼ・コールマン - ノイエンガンメ強制収容所の女性看守。当局の許可を得ず、身元を偽り収容者を装ってベルゲン・ベルゼンで生活していた。
- ウーリー・オルレブ
- アリー・セリンジャー
- シャウル・ラダニー